# Digitaal Dossier Jeugdgezondheidszorg
Het Digitaal Dossier Jeugdgezondheidszorg (DD JGZ) (voorheen Elektronisch Kinddossier (EKD)) is een digitaal medisch dossier waarin informatie over de gezondheid en ontwikkeling van kinderen in Nederland wordt opgeslagen ten behoeve van de uitvoering van de jeugdgezondheidszorg (JGZ).
Het Elektronisch Kinddossier wordt gebruikt door instellingen in de Jeugdgezondheidszorg om gegevens over jongeren van 0 tot (minstens) 18 jaar bij te houden. Het dossier dient ertoe om JGZ-professionals zoals doktersassistentes, jeugdverpleegkundigen en jeugdartsen (consultatiebureau- en schoolartsen) digitaal toegang te geven tot alle gegevens die binnen de JGZ-instelling beschikbaar zijn over een kind of jongere. Het kinddossier wordt beheerd door de JGZ-instelling zelf. Vanuit de landelijke overheid, met name het Programmaministerie voor Jeugd en Gezin, is diverse malen getracht een landelijk elektronisch kinddossier in te voeren. Na een mislukte aanbesteding is echter besloten om instellingen zelf een kinddossier te laten invoeren, waarbij later aan de uitwisseling van gegevens wordt gewerkt. Medio 2008 werd er gewerkt aan voorstellen voor een 'landelijke kop' op het kinddossier, zodat gegevens bij overdracht naar een andere JGZ-organisatie (bijvoorbeeld na verhuizing van de jongere) makkelijk kunnen worden uitgewisseld tussen instellingen. De plannen voor centrale opslag van de gegevens zijn van tafel.

## Functie van de dossiers
Het elektronisch kinddossier wordt vaak beschouwd als een verzamelplaats voor allerlei (overheids)gegevens over jongeren. Los van de plannen in het verleden en mogelijke ontwikkelingen in de toekomst, is het dat momenteel niet. Het dient als medisch dossier in eerste instantie ter automatisering van de jeugdgezondheidszorg. De structuur van kinddossiers is gestandaardiseerd met behulp van de Basisdataset, die zowel medische als niet-medische gegevens bevat. Vanuit het elektronisch kinddossier is het wel mogelijk om risicomeldingen te doen in de Verwijsindex Risicojongeren. Daarnaast presenteerde minister Rouvoet in september 2008 de resultaten van een haalbaarheidsonderzoek naar informatie-uitwisseling in de jeugdketen.
De dossiers hebben twee functies:
- Het continu volgen van de ontwikkeling en gezondheid van het individuele kind en de zorg die daaraan wordt geleverd; deze monitoring is aanvullend op de signalering door de verwijsindex en eventuele afspraken over zorgcoördinatie en vormt een belangrijke garantie dat geen kind buiten beeld valt.
- Het op de lange termijn volgen van de gezondheid van de groep jeugdigen. Op basis van de geaggregeerde gegevens uit de JGZ-dossiers kunnen trends zichtbaar worden gemaakt. Dit is van belang voor de beleidsontwikkeling door gemeenten.

Aan het elektronisch kinddossier zijn voordelen en nadelen verbonden. De grotere toegankelijkheid heeft voordelen, maar ook nadelen in de zin van privacy-bescherming.

## Toegankelijkheid
Alle JGZ-professionals die bij een jongere betrokken zijn hebben toegang tot het dossier: het JGZ-dossier geldt als een patiëntendossier waarbij inzage alleen toegestaan is op grond van een relatie tussen behandelaar en patiënt.
Met andere hulpverleners kan buiten het dossier om informatie worden gedeeld via casuïstiekoverleg (Zorgadviesteams, jeugdhulpnetwerken etc.) waar de jeugdgezondheidszorg aan deelneemt. Daar vindt met toestemming van jongeren en ouders uitwisseling plaats van informatie over risicojongeren en gezinnen.
Het EKD zal voorlopig een wezenlijk instrument voor de zorg aan jeugd blijven. De organisatie en de informatie uit de verschillende sectoren van hulpverlening is versnipperd tussen instellingen die elk eigen dossiers hebben (onderwijs, maatschappelijk werk, politie en justitie etc.). Het is lastig om gegevens vanuit verschillende disciplines bij elkaar te brengen in één dossier.
Digitale dossiers raken niet zoek, zijn leesbaar en overal toegankelijk. Het maakt gegevens beter beschikbaar voor epidemiologisch onderzoek, managementinformatie en voor beleidsinformatie voor gemeenten. Het verhoogt de kwaliteit van de informatievoorziening voor verschillende soorten gebruikers. Dit alles zorgt ervoor dat de JGZ het kind beter kan volgen en tijdig risico's kan signaleren. Daarnaast bevatten digitale dossiers tal van handigheden (automatische koppelingen, invullingen en optellingen) wat de invulling van het dossier makkelijk maakt voor de artsen. Het dossier is een belangrijk instrument om de kindgegevens voor professionals toegankelijk te maken.

## Juridisch
Digitale systemen zijn te kraken, te kopiëren en de drempel voor inzage kan laag zijn doordat er zijn geen fysieke blokkades zijn of wanneer er geen controlemechanismes ter voorkoming van misbruik zijn. Omdat er met gevoelige informatie gewerkt wordt, zijn zorgaanbieders verantwoordelijk voor een veilige omgang met cliëntgegevens, en moeten er passende technische en organisatorische maatregelen getroffen worden conform NEN normen.
Volgens de Wet op de Geneeskundige Behandelingsovereenkomst (WGBO) is een professional verplicht een medisch dossier bij te houden. Indien de JGZ zorg levert, kan het aanleggen van een dossier dus niet geweigerd worden. JGZ organisaties ontvangen informatie van de basisregistratie personen (BRP) over jongeren (0 tot 18 jaar) die in hun werkgebied wonen of geboren worden.
Men kan een schriftelijk verzoek indienen voor het vernietigen van (delen van) het dossier bij de betreffende JGZ-organisatie. Informatie kan niet verwijderd worden wanneer redelijkerwijs aannemelijk is dat bewaring in het belang van het kind is. Het is voor gezaghebbenden in zo een geval wel mogelijk een eigen verklaring toe te laten voegen aan het dossier. Ook wanneer men het oneens is met de beschrijving of interpretatie van een JGZ-professional kan men gebruik maken van deze rechten.
Een dossier kan op deze manier nooit volledig vernietigd worden. De JGZ moet kunnen aantonen dat een jeugdige bekend is, ook wanneer geen gebruik wordt gemaakt van de JGZ.
Een DD JGZ moet - conform de wettelijke bewaartermijn - minimaal 20 jaar bewaard worden, gerekend vanaf de laatste wijziging in het dossier, óf zo lang als redelijkerwijs uit goed hulpverlenerschap voortvloeit. Na deze termijn wordt het volledige dossier vernietigd.
Volgens de AVG en WGBO heeft iedere cliënt recht op inzage in en/of een afschrift van zijn of haar medisch dossier.

## Ophef
In november 2008 ontstond enige ophef in de Tweede Kamer nadat bekend werd dat het EKD ook informatie kan bevatten die ogenschijnlijk irrelevant is. Zo wordt de aanwezigheid, type en kleur van schaamhaar vastgelegd. De ophef ontstond na o.a. internetdiscussies over de privacy risico's, de toegangsrechten van ouders in het dossier, het weigeren van deelname aan het dossier, en het ontbreken van informatie of ouders al dan niet de standaardvaccinatie van kinderen weigeren. VVD-Kamerlid Dezentjé Hamming baarde tijdens een debat over het EKD opzien door schande te spreken over zogenoemde 'schaamhaarregistratie'. De meerderheid van de Kamer maakte de VVD'er duidelijk dat de lijst al meer dan veertig jaar door consultatiebureaus wordt gebruikt.